# Ћоризо
Ћоризо (шп. Chorizo) је врста свињске кобасице. У Европи је ћоризо ферментисана, сушена, димљена кобасица, која се може сећи и јести без кувања, или додати као састојак за додавање укуса другим јелима. На другим местима, неке кобасице које се продају као ћоризо можда неће ферментирати и сушити и захтевају кување пре јела. Шпански и португалски ћоризо добија препознатљиву задимљеност и дубоку црвену боју од сушене, димљене, црвене паприке.
Ћоризо се једе нарезана у сендвичу, печена на жару, пржена или динстана у течности, укључујући јабуковачу или друга јака алкохолна пића као што је Aguardiente. Такође се користи као делимична замена за млевену говедину или свињетину.

## Назив
Ћоризо потиче из касног латинског језика salsīcia, португалског језика souriço; то је дублет шпанске речи salchicha (кобасица), која се пренела преко италијанског језика salsiccia. 
Изговор и правопис се мало разликују међу иберијским језицима:
- астурлеонски језик: chorizu
- баск.
- кат.
- гал.
- порт.
- шп.